# Commercial Union Assurance Grand Prix 1972
Il Commercial Union Assurance Grand Prix 1972 fu un circuito di tennis professionistico organizzato dalla International Lawn Tennis Federation (ILTF). Era composto da 33 tornei facenti parte del Grand Prix inclusi 3 tornei del Grande Slam e terminato dal Masters. Iniziò il 14 febbraio con il Los Angeles Grand Prix e si concluse il 2 dicembre con la finale del Masters.
Il Grand Prix del 1972 venne disputato in concomitanza del rivale World Championship Tennis 1972 e al più piccolo USLTA Indoor Circuit 1972. Nel luglio del 1971 nel suo meeting annuale la ILTF votò la messa al bando dei giocatori sotto contratto con la WCT dai propri tornei che si sarebbero disputati l'anno successivo. In quel modo, i giocatori della WCT, come Rod Laver, Ken Rosewall, Arthur Ashe e John Newcombe, non furono in grado di competere nei tornei facenti parte del Grand Prix nella prima parte della stagione, e Newcombe non poté difendere il titolo a Wimbledon che aveva vinto nel 1970 e nel 1971. Nell'aprile del 1972 la ILTF e la WCT arrivarono ad un accordo che prevedeva che il tour del 1973 fosse diviso tra WCT da gennaio e aprile e il Grand Prix per il resto dell'anno. I giocatori della WCT ritornarono a giocare i tornei del Grand Prix nel settembre del 1972 dopo il meeting della ILTF del luglio di quell'anno.

## Calendario
Legenda
| Group AA                                  |
| Group A                                   |
| Group B                                   |
| Group C                                   |
| Group D                                   |
| Torneo indipendente riconosciuto dall'ATP |
| Grand Prix Masters                        |
| Evento a squadre                          |

### Dicembre 1971
| Settimana        | Torneo                                                                     | Vincitore                                | Finalista               | Semifinalisti              | Eliminati ai quarti                                        |
| ---------------- | -------------------------------------------------------------------------- | ---------------------------------------- | ----------------------- | -------------------------- | ---------------------------------------------------------- |
| 27 dicembre 1971 | Australian Open 1972 Melbourne, Australia 8450 $ - Erba Singolare - Doppio | Ken Rosewall 7-6 6-3 7-5                 | Malcolm Anderson        | Alex Metreveli Allan Stone | John Newcombe John Cooper Barry Phillips-Moore Dick Crealy |
| 27 dicembre 1971 | Australian Open 1972 Melbourne, Australia 8450 $ - Erba Singolare - Doppio | Owen Davidson Ken Rosewall 3-6, 7-6, 6-2 | Ross Case Geoff Masters | Alex Metreveli Allan Stone | John Newcombe John Cooper Barry Phillips-Moore Dick Crealy |

### Gennaio
| Settimana  | Torneo                                                                                                  | Vincitore                                         | Finalista                      | Semifinalisti                    | Eliminati ai quarti                                          |
| ---------- | --- | ------------------------------------------------- | ------------------------------ | -------------------------------- | ------------------------------------------------------------ |
| 3 gennaio  | New South Wales Open 1972 Sydney, Australia $2000 - Erba Singolare - Doppio                             | Alex Metreveli 6-4, 6-4, 3-6, 6-1                 | Patrice Dominguez              | Malcolm Anderson Colin Dibley    | Ross Case John Cooper Barry Phillips-Moore Syd Ball          |
| 3 gennaio  | New South Wales Open 1972 Sydney, Australia $2000 - Erba Singolare - Doppio                             | Patrice Dominguez Patrick Proisy 6-1, 6-3         | John Cooper Ross Case          | Malcolm Anderson Colin Dibley    | Ross Case John Cooper Barry Phillips-Moore Syd Ball          |
| 3 gennaio  | Baltimore Open 1972 Baltimora, Stati Uniti 7500 $ - Sintetico indoor Singolare - Doppio                 | Ilie Năstase 1-6, 6-4, 7-6                        | Jimmy Connors                  | Clark Graebner Pierre Barthes    | Jaime Fillol Ion Țiriac Frank Froehling Haroon Rahim         |
| 3 gennaio  | Baltimore Open 1972 Baltimora, Stati Uniti 7500 $ - Sintetico indoor Singolare - Doppio                 | Jimmy Connors Haroon Rahim 6–3, 3–6, 6–3          | Pierre Barthes Clark Graebner  | Clark Graebner Pierre Barthes    | Jaime Fillol Ion Țiriac Frank Froehling Haroon Rahim         |
| 10 gennaio | Jacksonville Open 1972 Jacksonville, Stati Uniti 15 000 $ - Sintetico indoor Singolare                  | Jimmy Connors 7-5 6-4                             | Clark Graebner                 | Gerald Battrick Jaime Fillol     | William Higgins Dick Stockton Haroon Rahim Ove Nils Bengtson |
| 10 gennaio | Tasmanian Open gennaio 1972 Hobart, Australia $2000 - Erba Singolare - Doppio                           | Alex Metreveli 6-2, 6-4, 6-3                      | Wanaro N'Godrella              | Patrice Dominguez John Cooper    | Ross Case John Trickey Colin Dibley Ian Fletcher             |
| 10 gennaio | Tasmanian Open gennaio 1972 Hobart, Australia $2000 - Erba Singolare - Doppio                           | John Cooper Colin Dibley 2-6 7-6 7-6 6-4          | Alex Metreveli Ross Case       | Patrice Dominguez John Cooper    | Ross Case John Trickey Colin Dibley Ian Fletcher             |
| 17 gennaio | Roanoke International Tennis 1972 Roanoke, USA 7500 $ - Sintetico indoor Singolare - Doppio             | Jimmy Connors 6–3, 6–3, 7–6                       | Vladimír Zedník                |                                  |                                                              |
| 17 gennaio | Roanoke International Tennis 1972 Roanoke, USA 7500 $ - Sintetico indoor Singolare - Doppio             | Jimmy Connors Haroon Rahim 6–4, 3–6, 6–3          | Vladimír Zedník Ian Crookenden |                                  |                                                              |
| 17 gennaio | Rothmans International London 1972 Londra, Gran Bretagna 12 850 £ - Sintetico indoor Singolare - Doppio | Cliff Richey 7-5 6-7 7-5 6-0                      | Clark Graebner                 | Lew Hoad Ilie Năstase            | Ion Țiriac Georges Goven Pancho Gonzales Gerald Battrick     |
| 17 gennaio | Rothmans International London 1972 Londra, Gran Bretagna 12 850 £ - Sintetico indoor Singolare - Doppio | Clark Graebner Tom Gorman 6–7, 6–5, 6–4, 4–6, 6–4 | Bob Hewitt Frew McMillan       | Lew Hoad Ilie Năstase            | Ion Țiriac Georges Goven Pancho Gonzales Gerald Battrick     |
| 17 gennaio | South Australian Open gennaio 1972 Adelaide, Australia $2000 - Erba Singolare - Doppio                  | Alex Metreveli 6–3, 6–3, 7–6                      | Kim Warwick                    | Patrick Proisy John Cooper       | John James Kiyoski Tanabe Colin Dibley Patrice Dominguez     |
| 17 gennaio | South Australian Open gennaio 1972 Adelaide, Australia $2000 - Erba Singolare - Doppio                  | John Cooper Colin Dibley 6-7 6-2 7-6 4-6 6-0      | Alex Metreveli Ross Case       | Patrick Proisy John Cooper       | John James Kiyoski Tanabe Colin Dibley Patrice Dominguez     |
| 24 gennaio | Omaha Open 1972 Omaha, Stati Uniti 15 000 $ - Sintetico indoor Singolare - Doppio                       | Ilie Năstase 2-6, 6-1, 6-1                        | Ion Țiriac                     | Georges Goven Jimmy Connors      | Jaime Fillol Andrés Gimeno Manuel Orantes Thomaz Koch        |
| 24 gennaio | Omaha Open 1972 Omaha, Stati Uniti 15 000 $ - Sintetico indoor Singolare - Doppio                       | Ilie Năstase Ion Țiriac 5-7 6-4 7-6               | Andrés Gimeno Manuel Orantes   | Georges Goven Jimmy Connors      | Jaime Fillol Andrés Gimeno Manuel Orantes Thomaz Koch        |
| 31 gennaio | Des Moines Open 1972 Des Moines, Stati Uniti 15 000 $ - Sintetico indoor Singolare                      | Pancho Gonzales 3-6, 4-6, 6-3, 6-4, 6-2           | Georges Goven                  | Haroon Rahim Juan Gisbert        | Cliff Richey Thomaz Koch Jim Osborne Gerald Battrick         |
| 31 gennaio | Kansas City Open 1972 Kansas City, Stati Uniti 15 000 $ - Sintetico indoor Singolare - Doppio           | Tom Edlefsen 6-3, 6-3                             | Erik Van Dillen                | Pierre Barthes Željko Franulović | Ilie Năstase Manuel Orantes Ion Țiriac Clark Graebner        |
| 31 gennaio | Kansas City Open 1972 Kansas City, Stati Uniti 15 000 $ - Sintetico indoor Singolare - Doppio           | Ion Țiriac Ilie Năstase 6-7, 6-4, 7-6             | Andrés Gimeno Manuel Orantes   | Pierre Barthes Željko Franulović | Ilie Năstase Manuel Orantes Ion Țiriac Clark Graebner        |

### Febbraio
| Settimana   | Torneo | Vincitore                                  | Finalista                    | Semifinalisti                | Eliminati ai quarti                                       |
| ----------- | --- | ------------------------------------------ | ---------------------------- | ---------------------------- | --------------------------------------------------------- |
| 7 febbraio  | Los Angeles Grand Prix 1972 Los Angeles, California, Stati Uniti 40 000 $ - Sintetico indoor - Group C S32/D16 Singolare - Doppio | Andrés Gimeno 6-3 2-6 6-2                  | Pierre Barthes               | Jimmy Connors Thomaz Koch    | Vladimír Zedník Cliff Richey Pancho Gonzales Ilie Năstase |
| 7 febbraio  | Los Angeles Grand Prix 1972 Los Angeles, California, Stati Uniti 40 000 $ - Sintetico indoor - Group C S32/D16 Singolare - Doppio | Jim McManus Jim Osborne 6-2, 5-7, 6-4      | Ilie Năstase Ion Țiriac      | Jimmy Connors Thomaz Koch    | Vladimír Zedník Cliff Richey Pancho Gonzales Ilie Năstase |
| 14 febbraio | U.S. Indoor National Championships 1972 Salisbury, Stati Uniti $50,00 - Cemento indoor - Group B S64/D32 Singolare - Doppio       | Stan Smith 5–7, 6–2, 6–3, 6–4              | Ilie Năstase                 | Haroon Rahim Gerald Battrick | Jaime Fillol Clark Graebner Manuel Orantes Tom Gorman     |
| 14 febbraio | U.S. Indoor National Championships 1972 Salisbury, Stati Uniti $50,00 - Cemento indoor - Group B S64/D32 Singolare - Doppio       | Andrés Gimeno Manuel Orantes 4–6, 6–3, 6–4 | Juan Gisbert Vladimír Zedník | Haroon Rahim Gerald Battrick | Jaime Fillol Clark Graebner Manuel Orantes Tom Gorman     |
| 21 febbraio | Clean Air Classic 1972 New York, Stati Uniti 30 000 $ - Campo indoor - Group C Singolare - Doppio                                 | Stan Smith 4-6 7-5 6-4 6-1                 | Juan Gisbert                 | Cliff Richey Ilie Năstase    | Alex Olmedo Ove Bengtson Andrés Gimeno Jimmy Connors      |
| 21 febbraio | Clean Air Classic 1972 New York, Stati Uniti 30 000 $ - Campo indoor - Group C Singolare - Doppio                                 | Stan Smith Erik Van Dillen 6-4 6-1         | Jim McManus Jim Osborne      | Cliff Richey Ilie Năstase    | Alex Olmedo Ove Bengtson Andrés Gimeno Jimmy Connors      |
| 28 febbraio | Hampton Grand Prix 1972 Hampton, Stati Uniti 35 000 $ - Sintetico indoor - Group C S32/D16 Singolare - Doppio                     | Stan Smith 6–3, 6–2, 6–7, 6–4              | Ilie Năstase                 | Andrés Gimeno Cliff Richey   | Juan Gisbert Jimmy Connors Georges Goven Ian Crookenden   |
| 28 febbraio | Hampton Grand Prix 1972 Hampton, Stati Uniti 35 000 $ - Sintetico indoor - Group C S32/D16 Singolare - Doppio                     | Ilie Năstase Ion Țiriac 6–4, 7–6           | Andrés Gimeno Manuel Orantes | Andrés Gimeno Cliff Richey   | Juan Gisbert Jimmy Connors Georges Goven Ian Crookenden   |

### Marzo
| Settimana | Torneo | Vincitore                                        | Finalista                   | Semifinalisti                  | Eliminati ai quarti                                       |
| --------- | --- | ------------------------------------------------ | --------------------------- | ------------------------------ | --------------------------------------------------------- |
| 6 marzo   | Equity Tournament 1972 Washington, Stati Uniti 25 000 $ - Sintetico indoor - Group C S32/D16 Singolare - Doppio | Stan Smith 4–6, 6–1, 6–3, 4–6, 6–1               | Jimmy Connors               | Tom Gorman Manuel Orantes      | Jim Osborne Cliff Richey Ilie Năstase Pierre Barthes      |
| 6 marzo   | Equity Tournament 1972 Washington, Stati Uniti 25 000 $ - Sintetico indoor - Group C S32/D16 Singolare - Doppio | Tom Edlefsen Cliff Richey 6–4, 6–3               | Clark Graebner Thomaz Koch  | Tom Gorman Manuel Orantes      | Jim Osborne Cliff Richey Ilie Năstase Pierre Barthes      |
| 13 marzo  | Caracas Open 1972 Caracas, Venezuela $10000 - Terra rossa Singolare - Doppio                                    | Manuel Orantes 6-4, 7-5, 6-4                     | Haroon Rahim                | Ove Nils Bengtson Jaime Fillol | Humphrey Hose Jorge Andrew Jose Mandarino Vladimír Zedník |
| 13 marzo  | Caracas Open 1972 Caracas, Venezuela $10000 - Terra rossa Singolare - Doppio                                    | Jaime Fillol Patricio Cornejo 6-4, 6-3, 7-6      | Jim McManus Manuel Orantes  | Ove Nils Bengtson Jaime Fillol | Humphrey Hose Jorge Andrew Jose Mandarino Vladimír Zedník |
| 27 marzo  | Monte Carlo Open 1972 Monte Carlo, Monaco 20 000 $ - Terra rossa - S32/D32 Group D Singolare - Doppio           | Ilie Năstase 6-1 6-0 6-3                         | František Pála              | Boro Jovanović Jiří Hřebec     | Bernard Mignot Ion Țiriac Szabolcs Baranyi Peter Szoke    |
| 27 marzo  | Monte Carlo Open 1972 Monte Carlo, Monaco 20 000 $ - Terra rossa - S32/D32 Group D Singolare - Doppio           | Patrice Beust Daniel Contet 3-6, 6-1, 12-10, 6-2 | Jiří Hřebec František Pála  | Boro Jovanović Jiří Hřebec     | Bernard Mignot Ion Țiriac Szabolcs Baranyi Peter Szoke    |
| 27 marzo  | South African Open 1972 Johannesburg, Sudafrica $34000 - Cemento - S32/D16 Group A Singolare - Doppio           | Cliff Richey 6-4 7-5 3-6 6-4                     | Manuel Orantes              | Andrés Gimeno Jaime Fillol     | Martin Mulligan Bob Hewitt Andrew Pattison Pat Cramer     |
| 27 marzo  | South African Open 1972 Johannesburg, Sudafrica $34000 - Cemento - S32/D16 Group A Singolare - Doppio           | Bob Hewitt Frew McMillan 6–2, 6–2, 6–4           | Georges Goven Raymond Moore | Andrés Gimeno Jaime Fillol     | Martin Mulligan Bob Hewitt Andrew Pattison Pat Cramer     |

### Aprile
| Settimana | Torneo                                                                                                   | Vincitore                                              | Finalista                    | Semifinalisti                     | Eliminati ai quarti                                              |
| --------- | --- | ------------------------------------------------------ | ---------------------------- | --------------------------------- | ---------------------------------------------------------------- |
| 10 aprile | Madrid Tennis Grand Prix 1972 Madrid, Spagna 10 000 $ - Terra rossa - S32/D32 Group B Singolare - Doppio | Ilie Năstase 6-3, 6-4, 6-4                             | František Pála               | Jan Kodeš Patrick Proisy          | Szabolcs Baranyi Andrés Gimeno Manuel Orantes Adriano Panatta    |
| 10 aprile | Madrid Tennis Grand Prix 1972 Madrid, Spagna 10 000 $ - Terra rossa - S32/D32 Group B Singolare - Doppio | Ilie Năstase Stan Smith 6-2, 6-2                       | Andrés Gimeno Manuel Orantes | Jan Kodeš Patrick Proisy          | Szabolcs Baranyi Andrés Gimeno Manuel Orantes Adriano Panatta    |
| 17 aprile | ATP Nizza 1972 Nizza, Francia 30 000 $ - Terra rossa - S32/D16 Group D Singolare - Doppio                | Ilie Năstase 6-0 6-4 6-3                               | Jan Kodeš                    | Stan Smith Boro Jovanović         | Barry Phillips-Moore Dick Crealy Pierre Barthes Szabolcs Baranyi |
| 17 aprile | ATP Nizza 1972 Nizza, Francia 30 000 $ - Terra rossa - S32/D16 Group D Singolare - Doppio                | Jan Kodeš Stan Smith 6-3, 3-6, 7-5                     | Frew McMillan Ilie Năstase   | Stan Smith Boro Jovanović         | Barry Phillips-Moore Dick Crealy Pierre Barthes Szabolcs Baranyi |
| 24 aprile | Internazionali d'Italia 1972 Roma, Italia 56 000 $ -Terra rossa – S64/D32 Group A Singolare - Doppio     | Manuel Orantes 4–6, 6–1, 7–5, 6–2                      | Jan Kodeš                    | Ilie Năstase Barry Phillips-Moore | Andrew Pattison Paolo Bertolucci Alex Metreveli Jean Loup Rouyer |
| 24 aprile | Internazionali d'Italia 1972 Roma, Italia 56 000 $ -Terra rossa – S64/D32 Group A Singolare - Doppio     | Ilie Năstase Ion Țiriac 3–6, 3–6, 6–4, 6–3, 5–3 ritiro | Lew Hoad Frew McMillan       | Ilie Năstase Barry Phillips-Moore | Andrew Pattison Paolo Bertolucci Alex Metreveli Jean Loup Rouyer |

### Maggio
| Settimana | Torneo | Vincitore                                                  | Finalista                          | Semifinalisti                       | Eliminati ai quarti                                                 |
| --------- | --- | ---------------------------------------------------------- | ---------------------------------- | ----------------------------------- | ------------------------------------------------------------------- |
| 8 maggio  | British Hard Court Championships 1972 Bournemouth, Gran Bretagna 39 000 $ - Terra rossa- S32/D16 Group C Singolare - Doppio | Bob Hewitt 6-2 6-4 6-3                                     | Pierre Barthes                     | Ilie Năstase Stan Smith             | Ion Țiriac Jimmy Connors Pat Cramer Jürgen Fassbender               |
| 8 maggio  | British Hard Court Championships 1972 Bournemouth, Gran Bretagna 39 000 $ - Terra rossa- S32/D16 Group C Singolare - Doppio | Bob Hewitt Frew McMillan 7–5, 6–2                          | Ilie Năstase Ion Țiriac            | Ilie Năstase Stan Smith             | Ion Țiriac Jimmy Connors Pat Cramer Jürgen Fassbender               |
| 8 maggio  | Brussels Outdoor 1972 Bruxelles, Belgio 26 650 $ - Terra rossa - S32/D16 Group C Singolare - Doppio                         | Manuel Orantes 6–4, 6–1, 2–6, 7–5                          | Andrés Gimeno                      | Harold Solomon Barry Phillips-Moore | Patrick Hombergen Juan Gisbert Harald Elschenbroich Vladimír Zedník |
| 8 maggio  | Brussels Outdoor 1972 Bruxelles, Belgio 26 650 $ - Terra rossa - S32/D16 Group C Singolare - Doppio                         | Juan Gisbert Manuel Orantes 9–7, 6–3                       | Patricio Cornejo Jaime Fillol      | Harold Solomon Barry Phillips-Moore | Patrick Hombergen Juan Gisbert Harald Elschenbroich Vladimír Zedník |
| 22 maggio | Open di Francia 1972 Parigi, Francia 100 000 $ - Terra rossa Group AA Singolare - Doppio - Doppio misto                     | Andrés Gimeno 4–6, 6–3, 6–1, 6–1                           | Patrick Proisy                     | Alex Metreveli Manuel Orantes       | Adriano Panatta Stan Smith Harold Solomon Jan Kodeš                 |
| 22 maggio | Open di Francia 1972 Parigi, Francia 100 000 $ - Terra rossa Group AA Singolare - Doppio - Doppio misto                     | Bob Hewitt Frew McMillan 6–3, 8–6, 3–6, 6–1                | Patricio Cornejo Jaime Fillol      | Alex Metreveli Manuel Orantes       | Adriano Panatta Stan Smith Harold Solomon Jan Kodeš                 |
| 22 maggio | Open di Francia 1972 Parigi, Francia 100 000 $ - Terra rossa Group AA Singolare - Doppio - Doppio misto                     | Doppio misto: Evonne Goolagong Cawley Kim Warwick 6–2, 6–4 | Françoise Dürr Jean-Claude Barclay | Alex Metreveli Manuel Orantes       | Adriano Panatta Stan Smith Harold Solomon Jan Kodeš                 |

### Giugno
| Settimana | Torneo                                                                                             | Vincitore                                           | Finalista                               | Semifinalisti                    | Eliminati ai quarti                                          |
| --------- | -------------------------------------------------------------------------------------------------- | --------------------------------------------------- | --------------------------------------- | -------------------------------- | ------------------------------------------------------------ |
| 5 giugno  | ATP German Open 1972 Amburgo, Germania dell'Ovest Terra rossa - S32/D32 Group B Singolare - Doppio | Manuel Orantes 6-3 9-8 6-0                          | Adriano Panatta                         | Jan Kodeš Bob Hewitt             | Karl Meiler Barry Phillips-Moore Ilie Năstase Pierre Barthes |
| 5 giugno  | ATP German Open 1972 Amburgo, Germania dell'Ovest Terra rossa - S32/D32 Group B Singolare - Doppio | Jan Kodeš Ilie Năstase 4-6, 6-0, 3-6, 6-2, 6-2      | Bob Hewitt Ion Țiriac                   | Jan Kodeš Bob Hewitt             | Karl Meiler Barry Phillips-Moore Ilie Năstase Pierre Barthes |
| 12 giugno | Bristol Open 1972 Bristol, Gran Bretagna 52 000 $ - Erba - S32/D32 Group C Singolare - Doppio      | Bob Hewitt 6-4 6-3                                  | Alex Olmedo                             | François Jauffret Clark Graebner | John De Mendoza Colin Dibley John Paish Andrew Pattison      |
| 12 giugno | Bristol Open 1972 Bristol, Gran Bretagna 52 000 $ - Erba - S32/D32 Group C Singolare - Doppio      | Bob Hewitt Frew McMillan 6–3, 6–2                   | Clark Graebner Lew Hoad                 | François Jauffret Clark Graebner | John De Mendoza Colin Dibley John Paish Andrew Pattison      |
| 19 giugno | Eastbourne International 1972 Eastbourne, Gran Bretagna $7200 - Erba Singolare - Doppio            | Andrés Gimeno 7-5, 6-3                              | Pierre Barthes                          | Andrew Pattison Ilie Năstase     | Manuel Orantes Patrick Proisy Patrice Dominguez Juan Gisbert |
| 19 giugno | Eastbourne International 1972 Eastbourne, Gran Bretagna $7200 - Erba Singolare - Doppio            | Manuel Orantes Juan Gisbert 8-6, 6-2                | Nicholas Kalogeropoulos Andrew Pattison | Andrew Pattison Ilie Năstase     | Manuel Orantes Patrick Proisy Patrice Dominguez Juan Gisbert |
| 19 giugno | Queen's Club Championships 1972 Londra, Gran Bretagna $8300 - Erba Singolare - Doppio              | Jimmy Connors 6-2, 6-3                              | John Paish                              | Pancho Gonzales Clark Graebner   | Stan Smith Roscoe Tanner Alex Metreveli Colin Dibley         |
| 19 giugno | Queen's Club Championships 1972 Londra, Gran Bretagna $8300 - Erba Singolare - Doppio              | Jim Osborne Jim McManus 4-6, 6-3, 7-5               | Jürgen Fassbender Karl Meiler           | Pancho Gonzales Clark Graebner   | Stan Smith Roscoe Tanner Alex Metreveli Colin Dibley         |
| 26 giugno | Torneo di Wimbledon 1972 Wimbledon, Gran Bretagna Erba Group AA Singolare - Doppio - Misto         | Stan Smith 4–6, 6–3, 6–3, 4–6, 7–5                  | Ilie Năstase                            | Jan Kodeš Manuel Orantes         | Alex Metreveli Onny Parun Colin Dibley Jimmy Connors         |
| 26 giugno | Torneo di Wimbledon 1972 Wimbledon, Gran Bretagna Erba Group AA Singolare - Doppio - Misto         | Bob Hewitt Frew McMillan 6–2, 6–2, 9–7              | Stan Smith Erik Van Dillen              | Jan Kodeš Manuel Orantes         | Alex Metreveli Onny Parun Colin Dibley Jimmy Connors         |
| 26 giugno | Torneo di Wimbledon 1972 Wimbledon, Gran Bretagna Erba Group AA Singolare - Doppio - Misto         | Doppio misto: Rosemary Casals Ilie Năstase 6–4, 6–4 | Evonne Goolagong Cawley Kim Warwick     | Jan Kodeš Manuel Orantes         | Alex Metreveli Onny Parun Colin Dibley Jimmy Connors         |

### Luglio
| Settimana | Torneo | Vincitore                                           | Finalista                         | Semifinalisti                    | Eliminati ai quarti                                                              |
| --------- | --- | --------------------------------------------------- | --------------------------------- | -------------------------------- | -------------------------------------------------------------------------------- |
| 10 luglio | Swedish Open 1972 Båstad, Svezia 30 000 $ - Terra rossa - S32 Group C Singolare                                              | Manuel Orantes 6-4 6-3 6-1                          | Ilie Năstase                      | Juan Gisbert Balázs Taróczy      | Björn Borg Colin Dibley Szabolcs Baranyi José Edison Mandarino                   |
| 10 luglio | Swiss Open Gstaad 1972 Gstaad, Svizzera Terra rossa - S32/D16 Group C Singolare                                              | Andrés Gimeno 7-5 9-8 6-4                           | Adriano Panatta                   | Ion Țiriac Barry Phillips-Moore  | Roscoe Tanner Jean Loup Rouyer Patrick Hombergen Sandy Mayer                     |
| 17 luglio | Austrian Open 1972 Kitzbühel, Austria Terra rossa - S32/D32 Group D Singolare - Doppio                                       | Colin Dibley 6-1 6-3 6-4                            | Dick Crealy                       | José Edison Mandarino Onny Parun | Harald Elschenbroich Nicky Kalogeropoulos Barry Phillips-Moore François Jauffret |
| 17 luglio | Austrian Open 1972 Kitzbühel, Austria Terra rossa - S32/D32 Group D Singolare - Doppio                                       | Jürgen Fassbender Hans-Jürgen Pohmann 7-6, 6-4, 6-4 | Malcolm J. Anderson Geoff Masters | José Edison Mandarino Onny Parun | Harald Elschenbroich Nicky Kalogeropoulos Barry Phillips-Moore François Jauffret |
| 17 luglio | Columbus Open 1972 Columbus, Stati Uniti 25 000 $ - Cemento - S32/D16 Group D Singolare - Doppio                             | Jimmy Connors 7-5 6-3 7-5                           | Andrew Pattison                   | Dick Stockton Bob Hewitt         | Charles Owens Steve Faulk Pancho Gonzales Jim Mcmanus                            |
| 17 luglio | Columbus Open 1972 Columbus, Stati Uniti 25 000 $ - Cemento - S32/D16 Group D Singolare - Doppio                             | Jimmy Connors Pancho Gonzales 6–3, 7–5              | Robert McKinley Dick Stockton     | Dick Stockton Bob Hewitt         | Charles Owens Steve Faulk Pancho Gonzales Jim Mcmanus                            |
| 24 luglio | Rochus Club International 1972 Düsseldorf, Germania Terra rossa Singolare                                                    | Ilie Năstase 6-0, 6-2, 6-1                          | Jürgen Fassbender                 | Szabolcz Baranyi Ion Țiriac      | Karl Meiler István Gulyás Christian Kuhnke Wilhelm Bungert                       |
| 24 luglio | Dutch Open 1972 Hilversum, Paesi Bassi Terra rossa Singolare                                                                 | John Cooper 6-1, 3-6, 12-10, 3-6, 6-2               | Hans Kary                         | Colin Dibley Geza Varga          | Patrick Hombergen Ross Case Geoff Masters Jun Kamiwazumi                         |
| 24 luglio | Tanglewood International Tennis Classic 1972 Tanglewood, Stati Uniti 25 000 $ - Cemento - S32/D16 Group D Singolare - Doppio | Bob Hewitt 3-6 6-3 6-1                              | Andrew Pattison                   | Dick Stockton Steve Faulk        | Butch Seewagen Onny Parun Ian Fletcher Jeff Austin                               |
| 24 luglio | Tanglewood International Tennis Classic 1972 Tanglewood, Stati Uniti 25 000 $ - Cemento - S32/D16 Group D Singolare - Doppio | Bob Hewitt Andrew Pattison 6–4, 6–4                 | Jim McManus Jim Osborne           | Dick Stockton Steve Faulk        | Butch Seewagen Onny Parun Ian Fletcher Jeff Austin                               |
| 31 luglio | Cincinnati Open 1972 Cincinnati, Stati Uniti 42 500 $ - Terra rossa - S64/D32 Group C Singolare - Doppio                     | Jimmy Connors 6-3 6-3                               | Guillermo Vilas                   | Jaime Pinto-Bravo Frew McMillan  | Barry Phillips-Moore Andrew Pattison Jun Kamiwazumi Sandy Mayer                  |
| 31 luglio | Cincinnati Open 1972 Cincinnati, Stati Uniti 42 500 $ - Terra rossa - S64/D32 Group C Singolare - Doppio                     | Bob Hewitt Frew McMillan 1-6, 7-6, 7-6              | Brian Gottfried Raúl Ramírez      | Jaime Pinto-Bravo Frew McMillan  | Barry Phillips-Moore Andrew Pattison Jun Kamiwazumi Sandy Mayer                  |

### Agosto
| Settimana | Torneo | Vincitore                                 | Finalista                     | Semifinalisti                | Eliminati ai quarti                                           |
| --------- | --- | ----------------------------------------- | ----------------------------- | ---------------------------- | ------------------------------------------------------------- |
| 7 agosto  | U.S. Men's Clay Court Championships 1972 Indianapolis, Indiana, USA 60 000 $ - Terra rossa - S64/D32 Group A Singolare - Doppio | Bob Hewitt 7-6 6-1 6-2                    | Jimmy Connors                 | Toshiro Sakai Frew McMillan  | Patrice Dominguez Colin Dibley Jan Kodeš Paul Gerken          |
| 7 agosto  | U.S. Men's Clay Court Championships 1972 Indianapolis, Indiana, USA 60 000 $ - Terra rossa - S64/D32 Group A Singolare - Doppio | Bob Hewitt Frew Donald McMillan 6-2, 6-3  | Patricio Cornejo Jaime Fillol | Toshiro Sakai Frew McMillan  | Patrice Dominguez Colin Dibley Jan Kodeš Paul Gerken          |
| 14 agosto | Canada Open 1972 Montréal, Canada 70 000 $ - Terra rossa – S64/D64 Group A Singolare - Doppio                                   | Ilie Năstase 6-4 6-3                      | Andrew Pattison               | Jaime Fillol Patrick Proisy  | Jairo Velasco, Sr. Bob Hewitt Guillermo Vilas Adriano Panatta |
| 14 agosto | Canada Open 1972 Montréal, Canada 70 000 $ - Terra rossa – S64/D64 Group A Singolare - Doppio                                   | Ilie Năstase Ion Țiriac 7-6, 6-3          | Jan Kodeš Jan Kukal           | Jaime Fillol Patrick Proisy  | Jairo Velasco, Sr. Bob Hewitt Guillermo Vilas Adriano Panatta |
| 21 agosto | Pennsylvania Lawn Tennis Championship 1972 Merion, Stati Uniti $10000 - Erba Singolare - Doppio                                 | Roger Taylor 6-4, 6-0, 6-4                | Malcolm Anderson              | Jimmy Connors Mark Cox       | John Cooper Colin Dibley Harold Solomon Sashi Menon           |
| 21 agosto | Pennsylvania Lawn Tennis Championship 1972 Merion, Stati Uniti $10000 - Erba Singolare - Doppio                                 | Ross Case Geoff Masters 6-7 6-4 6-4       | Jeff Austin Mike Estep        | Jimmy Connors Mark Cox       | John Cooper Colin Dibley Harold Solomon Sashi Menon           |
| 21 agosto | South Orange Open 1972 South Orange, Stati Uniti 15 000 $ - Erba Singolare                                                      | Ilie Năstase 6-4, 6-4                     | Manuel Orantes                | Ian Fletcher Robert McKinley | Roscoe Tanner Butch Seewagen Dick Stockton Thomaz Koch        |
| 28 agosto | US Open 1972 New York, Forest Hills, Stati Uniti 117 000 $ - Erba Group AA Singolare - Doppio                                   | Ilie Năstase 3–6, 6–3, 6–7, 6–4, 6–3      | Arthur Ashe                   | Cliff Richey Tom Gorman      | Stan Smith Frew McMillan Fred Stolle Roscoe Tanner            |
| 28 agosto | US Open 1972 New York, Forest Hills, Stati Uniti 117 000 $ - Erba Group AA Singolare - Doppio                                   | Cliff Drysdale Roger Taylor 6–4, 7–6, 6–3 | Owen Davidson John Newcombe   | Cliff Richey Tom Gorman      | Stan Smith Frew McMillan Fred Stolle Roscoe Tanner            |

### Settembre
| Settimana    | Torneo | Vincitore                              | Finalista                                 | Semifinalisti                 | Eliminati ai quarti                                       |
| ------------ | --- | -------------------------------------- | ----------------------------------------- | ----------------------------- | --------------------------------------------------------- |
| 11 settembre | Sacramento Classic 1972 Sacramento, Stati Uniti 25 000 $ - Cemento - S32/D16 Group C Singolare - Doppio               | Stan Smith 6-4, 5-7, 6-4, 6-4          | Colin Dibley                              | Andrew Pattison Raymond Moore | Erik Van Dillen Rick Fisher Tom Edlefsen Alejandro Olmedo |
| 11 settembre | Sacramento Classic 1972 Sacramento, Stati Uniti 25 000 $ - Cemento - S32/D16 Group C Singolare - Doppio               | Stan Smith Erik Van Dillen 4-6 6-2 6-4 | Patrice Dominguez Patrick Proisy          | Andrew Pattison Raymond Moore | Erik Van Dillen Rick Fisher Tom Edlefsen Alejandro Olmedo |
| 11 settembre | Rainier International Tennis Classic 1972 Seattle, Stati Uniti 25 000 $ - Cemento - S32/D8 Group C Singolare - Doppio | Ilie Năstase 6-4 3-6 6-3               | Tom Gorman                                | Bob Hewitt Jaime Fillol       | Onny Parun Ian Fletcher Ross Case Sherwood Stewart        |
| 11 settembre | Rainier International Tennis Classic 1972 Seattle, Stati Uniti 25 000 $ - Cemento - S32/D8 Group C Singolare - Doppio | Ross Case Geoff Masters 4-6, 7-6, 6-4  | Jean-Baptiste Chanfreau Wanaro N'Godrella | Bob Hewitt Jaime Fillol       | Onny Parun Ian Fletcher Ross Case Sherwood Stewart        |
| 18 settembre | Los Angeles Open 1972 Los Angeles, California, USA 60 000 $ - Cemento – S64/D64 Singolare - Doppio                    | Stan Smith 6-4, 6-4                    | Roscoe Tanner                             | Tom Okker Tom Gorman          | Manuel Orantes Ken Rosewall Raymond Moore Bob Carmichael  |
| 18 settembre | Los Angeles Open 1972 Los Angeles, California, USA 60 000 $ - Cemento – S64/D64 Singolare - Doppio                    | Pancho Gonzales Jimmy Connors 6-3, 7-6 | Ismail El Shafei Brian Fairlie            | Tom Okker Tom Gorman          | Manuel Orantes Ken Rosewall Raymond Moore Bob Carmichael  |
| 25 settembre | Pacific Coast Championships 1972 Albany, Stati Uniti 34 000 $ - Sintetico – S64/D32 Group C Singolare - Doppio        | Jimmy Connors 6-2 7-6                  | Roscoe Tanner                             | Andrew Pattison Bob Hewitt    | Frew McMillan Jaime Fillol Pierre Barthes Colin Dibley    |
| 25 settembre | Pacific Coast Championships 1972 Albany, Stati Uniti 34 000 $ - Sintetico – S64/D32 Group C Singolare - Doppio        | Bob Hewitt Frew McMillan 6-4, 6-2      | Ove Nils Bengtson Björn Borg              | Andrew Pattison Bob Hewitt    | Frew McMillan Jaime Fillol Pierre Barthes Colin Dibley    |

### Ottobre
| Settimana  | Torneo                                                                                          | Vincitore                                 | Finalista                  | Semifinalisti           | Eliminati ai quarti                                        |
| ---------- | ----------------------------------------------------------------------------------------------- | ----------------------------------------- | -------------------------- | ----------------------- | ---------------------------------------------------------- |
| 16 ottobre | Torneo Godó 1972 Barcellona, Spagna 50 000 $ - Terra rossa – S32/D32 Group A Singolare - Doppio | Jan Kodeš 6-3 6-2 6-3                     | Manuel Orantes             | Stan Smith Ilie Năstase | Andrew Pattison Colin Dibley Andrés Gimeno Tom Gorman      |
| 16 ottobre | Torneo Godó 1972 Barcellona, Spagna 50 000 $ - Terra rossa – S32/D32 Group A Singolare - Doppio | Juan Gisbert Manuel Orantes 6-3, 3-6, 6-4 | Frew McMillan Ilie Năstase | Stan Smith Ilie Năstase | Andrew Pattison Colin Dibley Andrés Gimeno Tom Gorman      |
| 30 ottobre | Paris Open 1972 Parigi, Francia 50 000 $ - Cemento indoor – S32/D32 Group B Singolare - Doppio  | Stan Smith 6-2, 6-2, 7-5                  | Andrés Gimeno              | Jan Kodeš Tom Gorman    | Patrice Dominguez Raymond Moore Jimmy Connors Ilie Năstase |
| 30 ottobre | Paris Open 1972 Parigi, Francia 50 000 $ - Cemento indoor – S32/D32 Group B Singolare - Doppio  | François Jauffret Pierre Barthes 6-3, 6-2 | Andrés Gimeno Juan Gisbert | Jan Kodeš Tom Gorman    | Patrice Dominguez Raymond Moore Jimmy Connors Ilie Năstase |

### Novembre
| Settimana   | Torneo                                                                                                | Vincitore                               | Finalista                       | Semifinalisti                | Eliminati ai quarti                                                           |
| ----------- | --- | --------------------------------------- | ------------------------------- | ---------------------------- | ----------------------------------------------------------------------------- |
| 4 novembre  | Stockholm Open 1972 Stoccolma, Svezia 63 500 $ - Cemento indoor – S64/D32 Group A Singolare - Doppio  | Stan Smith 6-4 6-3                      | Tom Okker                       | Marty Riessen Ilie Năstase   | Niki Pilic Roger Taylor Andrew Pattison Cliff Drysdale                        |
| 4 novembre  | Stockholm Open 1972 Stoccolma, Svezia 63 500 $ - Cemento indoor – S64/D32 Group A Singolare - Doppio  | Tom Okker Marty Riessen 6–3, 6–2        | Roy Emerson Colin Dibley        | Marty Riessen Ilie Năstase   | Niki Pilic Roger Taylor Andrew Pattison Cliff Drysdale                        |
| 19 novembre | Dewar Cup 1972 Londra, Gran Bretagna 25 000 $ - Sintetico indoor – S64/D32 Group C Singolare          | Ilie Năstase 6-4 6-3                    | Tom Gorman                      | Jimmy Connors Onny Parun     | Patrick Proisy Jaime Fillol Barry Phillips-Moore Andrew Pattison              |
| 27 novembre | Commercial Union Assurance Masters 1972 Barcellona, Spagna Sintetico indoor – 55 000 $ – S8 Singolare | Ilie Năstase 6-3 6-2 3-6                | Stan Smith                      | Jimmy Connors Tom Gorman     | Manuel Orantes Bob Hewitt Jan Kodeš Andrés Gimeno                             |
| 27 novembre | ATP Buenos Aires 1972 Buenos Aires, Argentina Terra rossa Singolare                                   | Karl Meiler 6-7 2-6 6-4 6-4 6-4         | Guillermo Vilas                 | Julián Ganzábal Jaime Fillol | Jasjit Singh Onny Parun Raymond Moore Iván Molina                             |
| 27 novembre | Queensland Open 1972 Brisbane, Australia Erba Singolare - Doppio                                      | Ken Rosewall 6-2 5-7 6-4 3-6 7-5        | Geoff Masters                   | Ross Case Malcolm Anderson   | Jean-François Caujolle Wanaro N'Godrella Patrice Dominguez Thierry Bernasconi |
| 27 novembre | Queensland Open 1972 Brisbane, Australia Erba Singolare - Doppio                                      | Geoff Masters Ross Case 6-2 6-7 6-2 7-6 | Georges Goven Wanaro N'Godrella | Ross Case Malcolm Anderson   | Jean-François Caujolle Wanaro N'Godrella Patrice Dominguez Thierry Bernasconi |

### Dicembre
Nessun evento

## Distribuzione punti
| Categoria | V   | F  | SF | QF | R16 | R32 | R64 |
| Group AA  | 100 | 75 | 50 | 25 | 12  | 6   | –   |
| Group A   | 75  | 52 | 37 | 18 | 9   | –   | –   |
| Group B   | 50  | 36 | 25 | 18 | 6   | –   | –   |
| Group C   | 30  | 20 | 10 | 5  | 3   | –   | –   |
| Group D   | 20  | 12 | 6  | 4  | –   | –   | –   |

I perdenti al primo turno non acquisivano punti

## Ranking finale del Grand Prix
| Giocatore       | Tornei giocati | Punti | Montepremi |
| --------------- | -------------- | ----- | ---------- |
| Ilie Năstase    | 24             | 659   | 21 000 £   |
| Stan Smith      | 19             | 587   | 14 700 £   |
| Manuel Orantes  | 19             | 468   | 10 500 £   |
| Jan Kodeš       | 14             | 332   | 8400 £     |
| Andrés Gimeno   | 20             | 319   | 6720 £     |
| Bob Hewitt      | 15             | 263   | 5460 £     |
| Jimmy Connors   | 22             | 251   | 5040 £     |
| Tom Gorman      | 19             | 227   | 4620 £     |
| Andrew Pattison | 21             | 204   | 4200 £     |
| Patrick Proisy  | 13             | 172   | 3780 £     |

Cliff Richey, Roscoe Tanner, Alex Metreveli, Tom Okker e Arthur Ashe hanno giocato pochi tornei del Grand Prix per accedere alla classifica finale del Grand Prix per la distribuzione del montepremi bonus.

## Debutti
- Jimmy Connors